# تازه آباد غلستانه (مقاطعة دلفان)
تازه‌آباد غلستانه (بالفارسية: تازه‌آباد گلستانه) هي قرية تقع في قسم ايتيوند الجنوبي الريفي (مقاطعة دلفان) في إيران. يقدر عدد سكانها بـ 25 نسمة بحسب إحصاء 2016.